# Böxlund
Böxlund (en danois : Bøgslund) est une commune de l'arrondissement de Schleswig-Flensbourg, Land de Schleswig-Holstein.

## Géographie
Böxlund est la commune la moins peuplée de l'arrondissement.

## Histoire
Des fouilles archéologiques ont montré que le territoire est habité durant le Néolithique.
On a aussi retrouvé un paléosol datant probablement de la période interglaciaire, qui s'est formé avant l'Éémien il y a 150 000 ans. Le podzosol fossile est considéré comme la preuve d'une phase chaude durant la glaciation de Riss.
La première mention écrite du village date de 1584. Son nom vient du danois "Bögslunj" (hêtraie).

## Source, notes et références
- (de) Cet article est partiellement ou en totalité issu de l’article de Wikipédia en allemand intitulé « Böxlund » (voir la liste des auteurs).